# Карачев (станция)
Карачев — железнодорожная станция Московской железной дороги на линии Брянск — Орёл (линия однопутная, тепловозная). Расположена на границе города Карачев и деревни Мальтина между станциями Одринская и Мылинка. В границах станции располагаются платформы 84 км и 94 км. Восточнее станции проходит граница Брянского и Орловско-Курского регионов МЖД.

## История
Открыта в 1868 году как станция Орловско-Витебской железной дороги, которая соединила Орёл с Брянском, Смоленском, Витебском, а позже и с Ригой.

## Расписание движения

### Поезда дальнего следования[2]
На станции делает остановку большая часть проходящих поездов дальнего следования.
| № поезда | Маршрут движения | № поезда | Маршрут движения |
| -------- | ---------------- | -------- | ---------------- |
| 301С     | Адлер — Минск    | 302Б     | Минск — Адлер    |
| 536А     | Смоленск — Анапа |          |                  |
| 490Б     | Минск — Анапа    |          |                  |

### Пригородные поезда[3]
Пригородные поезда связывают Карачев с Брянском, Орлом, а также райцентрами Орловской области (Нарышкино, Хотынец).
| Маршрут движения | Отправление | Маршрут движения | Отправление |
| ---------------- | ----------- | ---------------- | ----------- |
| Брянск — Орёл    | 5:33        | Орёл — Брянск    | 18:15       |
| Орёл — Брянск    | 6:43        | Брянск — Орёл    | 13:34       |
| Орёл — Брянск    | 10:18       | Брянск — Орёл    | 10:19       |
| Орёл — Брянск    | 14:45       | Брянск — Орёл    | 22:20       |
| Брянск — Орёл    | 17:01       | Орёл — Брянск    | 22:21       |